# The Brilly-Allent Tour
The Brilly-Allent Tour je prva koncertna turneja britanske kantautorice Lily Allen. Turneja se održava 2009. godine u svrhu promoviranja njenog drugog studijskog albuma It's Not Me, It's You. Turneja će posjetiti Europu, Sjevernu Ameriku, Aziju te Oceaniju.

## Predgrupe na koncertu
- La Roux (Ujedinjeno kraljevstvo)[1]
- Natalie Portman's Shaved Head (Sjeverna Amerika)[2]
- Cassette Kids (Australjia)
- Just Jack (Samo 11. srpnja)

## Popis pjesama
1. "Everyone's At It"[3]
2. "I Could Say"
3. "Never Gonna Happen"
4. "Oh My God" / "Everything's Just Wonderful"
5. "Him"
6. "Who'd Have Known"
7. "LDN"/ "Dance wiv Me"  (obrada pjesme Dizzee Rascala) (pjesma nije izvađana u SADu)
8. "Back To The Start"
9. "He Wasn't There"
10. "Littlest Things"
11. "Chinese"
12. "22"
13. "Not Fair"
14. "Fuck You"
15. Encore:
  1. "Smile"
  2. "The Fear"
  3. "Womanizer" (obrada pjesme Britney Spears)

## Datumi koncerata
| Datum               | Grad                   | Država     | Koncertna dvorana/festival                |
| ------------------- | ---------------------- | ---------- | ----------------------------------------- |
| Europa              |                        |            |                                           |
| 14. ožujka 2009.    | Glasgow                | Škotska    | O2 Academy Glasgow                        |
| 15. ožujka 2009.    | Manchester             | Engleska   | Manchester Academy                        |
| 16. ožujka 2009.    | Dublin                 | Irska      | The Academy                               |
| 18. ožujka 2009.    | Bristol                | Engleska   | O2 Academy Bristol                        |
| 19. ožujka 2009.    | Southampton            | Engleska   | Southampton Guildhall                     |
| 20. ožujka 2009.    | Brighton               | Engleska   | Brighton Dome                             |
| 22. ožujka 2009.    | Norwich                | Engleska   | University of East Anglia                 |
| 23. ožujka 2009.    | Birmingham             | Engleska   | O2 Academy Birmingham                     |
| 24. ožujka 2009.    | Leeds                  | Engleska   | O2 Academy Leeds                          |
| 26. ožujka 2009.    | London                 | Engleska   | O2 Shepherds Bush Empire                  |
| 27. ožujka 2009.    | London                 | Engleska   | O2 Shepherds Bush Empire                  |
| 28. ožujka 2009.    | London                 | Engleska   | O2 Shepherds Bush Empire                  |
| Sjeverna Amerika    |                        |            |                                           |
| 1. travnja 2009.    | San Diego              | SAD        | House of Blues                            |
| 2. travnja 2009.    | Los Angeles            | SAD        | Pellissier Building and Wiltern Theatre   |
| 4. travnja 2009.    | San Francisco          | SAD        | The Warfield                              |
| 6. travnja 2009.    | Seattle                | SAD        | The Showbox SODO                          |
| 8. travnja 2009.    | Salt Lake City         | SAD        | The Venue                                 |
| 9. travnja 2009.    | Denver                 | SAD        | Ogden Theater                             |
| 11. travnja 2009.   | Minneapolis            | SAD        | First Avenue                              |
| 12. travnja 2009.   | Chicago                | SAD        | Riviera Theatre                           |
| 13-. travnja 2009.  | Detroit                | SAD        | St. Andrews Hall                          |
| 15. travnja 2009.   | Atlanta                | SAD        | Variety Playhouse                         |
| 17. travnja 2009.   | Washington             | SAD        | 9.30 Club                                 |
| 18. travnja 2009.   | Philadelphia           | SAD        | The TLA                                   |
| 19. travnja 2009.   | Boston                 | SAD        | House of Blues                            |
| 20. travnja 2009.   | New York               | SAD        | Roseland Ballroom                         |
| 22. travnja 2009.   | Toronto                | Kanada     | The Sound Academy                         |
| Europa              |                        |            |                                           |
| 3. svibnja 2009.    | Berlin                 | Njemačka   | Postbahnhof                               |
| 4. svibnja 2009.    | Köln                   | Njemačka   | E-Werk                                    |
| 6. svibnja 2009.    | Pariz                  | Francuska  | La Cigale                                 |
| 7. svibnja 2009.    | Amsterdam              | Nizozemska | Melkweg                                   |
| 8. svibnja 2009.    | Bruxelles              | Belgija    | Ancienne Belgique                         |
| Azija               |                        |            |                                           |
| 4. lipnja 2009.     | Osaka                  | Japan      | Big Cat                                   |
| 5. lipnja 2009.     | Tokio                  | Japan      | O-East Shibuya                            |
| Oceanija            |                        |            |                                           |
| 8. lipnja 2009.     | Brisbane               | Australija | Tivoli                                    |
| 9. lipnja 2009.     | Sydney                 | Australija | Hordern Pavilion                          |
| 10. lipnja 2009.    | Sydney                 | Australija | Hordern Pavilion                          |
| 12. lipnja 2009.    | Melbourne              | Australija | The Forum                                 |
| 13. lipnja 2009.    | Melbourne              | Australija | The Forum                                 |
| Europa              |                        |            |                                           |
| 19. lipnja 2009.    | Tuttlingen             | Njemačka   | Southside Festival                        |
| 20. lipnja 2009.    | Scheeßel               | Njemačka   | Hurricane Festival                        |
| 21. lipnja 2009.    | Luxembourg             | Luxembourg | Den Atelier                               |
| 24. lipnja 2009.    | Zagreb                 | Hrvatska   | T-mobile INmusic festival                 |
| 26. lipnja 2009.    | Pilton                 | Engleska   | Glastonbury Festival                      |
| 2. srpnja 2009.     | Werchter               | Belgija    | Rock Werchter                             |
| 3. srpnja 2009.     | Arras                  | Francuska  | Main Square Festival                      |
| 4. srpnja 2009.     | Roskilde               | Danska     | Roskilde Festival                         |
| 5. srpnja 2009.     | Gdynia                 | Poljska    | Open'er Festival                          |
| 7. srpnja 2009.     | Montreux               | Švicarska  | Montreux Jazz Festival                    |
| 9. srpnja 2009.     | Novi Sad               | Srbija     | EXIT                                      |
| 10. srpnja 2009.    | Punchestown Racecourse | Irska      | Oxegen                                    |
| 11. srpnja 2009.    | London                 | Engleska   | Somerset House                            |
| 12. srpnja 2009.    | Balado                 | Škotska    | T in the Park                             |
| 18. srpnja 2009.    | Benicasim              | Španjolska | Festival Internacional de Benicàssim      |
| 8. kolovoza 2009.   | Monte Carlo            | Monaco     | Sporting Monte-Carlo                      |
| 9. kolovoza 2009.   | Odemira                | Portugal   | Festival Sudoeste                         |
| 14. kolovoza 2009.  | Oslo                   | Norveška   | Øya Festivalen                            |
| 15. kolovoza 2009.  | Gothenburg             | Švedska    | Way Out West Festival                     |
| 16. kolovoza 2009.  | Helsinki               | Finska     | Flow Festival                             |
| 21. kolovoza 2009.  | Biddinghuizen          | Nizozemska | A Campingflight to Lowlands Paradise      |
| 22. kolovoza 2009.  | Chelmsford             | Engleska   | V Festival                                |
| 23. kolovoza 2009.  | Stafford               | Engleska   | V Festival                                |
| 12. rujna 2009.     | Isle of Wight          | Engleska   | Bestival                                  |
| 22. listopada 2009. | Pariz                  | Francuska  | Le Zénith                                 |
| 23. listopada 2009. | Antwerpen              | Belgija    | Lotto Arena                               |
| 25. listopada 2009. | Amsterdam              | Nizozemska | Heineken Music Hall                       |
| 3. studenog 2009.   | Berlin                 | Njemačka   | Astra                                     |
| 16. studenog 2009.  | Sheffield              | Engleska   | O2 Academy Sheffield                      |
| 17. studenog 2009.  | Manchester             | Engleska   | Manchester Apollo                         |
| 18. studenog 2009.  | Manchester             | Engleska   | Manchester Apollo                         |
| 20. studenog 2009.  | Bournemouth            | Engleska   | Bournemouth Int'nl Centre                 |
| 21. studenog 2009.  | Plymouth               | Engleska   | Plymouth Pavilions                        |
| 22. studenog 2009.  | Swindon                | Engleska   | Oasis Leisure Centre                      |
| 24. studenog 2009.  | Birmingham             | Engleska   | National Indoor Arena                     |
| 25. studenog 2009.  | Glasgow                | Škotska    | Scottish Exhibition and Conference Centre |
| 27. studenog 2009.  | London                 | Engleska   | Brixton Academy                           |
| 28. studenog 2009.  | London                 | Engleska   | Brixton Academy                           |
| 9. prosinca 2009.   | Liverpool              | Engleska   | Echo Arena                                |
| 10. prosinca 2009.  | Nottingham             | Engleska   | Trent FM Arena                            |
| 11. prosinca 2009.  | Cardiff                | Wales      | Cardiff International Arena               |
| 13. prosinca 2009.  | Brighton               | Engleska   | Brighton Centre                           |

### Otkazani koncerti
29. travnja 2009.   Milan, Italija   Magazzini Generali

### Zarada
| Koncertna dvorana/festival      | Grad             | Prodano ulazica/Ukupno ulaznica | Zarada   |
| ------------------------------- | ---------------- | ------------------------------- | -------- |
| The Academy                     | Dublin           | 830 / 830 (100%)                | $32.205  |
| First Avenue                    | Minneapolis      | 1.534 / 1.534 (100%)            | $36.816  |
| Riviera Theatre                 | Chicago          | 2.500 / 2.500 (100%)            | $66,250  |
| St. Andrews Hall                | Detroit          | 818 / 818 (100%)                | $19.900  |
| 9.30 Club                       | Washington, D.C. | 1.200 / 1.200 (100%)            | $30.000  |
| Natalie Portman’s Sound Academy | Toronto          | 2,495 / 2,495 (100%)            | $54,360  |
|                                 | UKUPNO           | 9,377 / 9,377 (100%)            | $239,531 |